# 雲をつかむ話
『雲をつかむ話』（くもをつかむはなし）は、日本の小説家多和田葉子による小説である。
『群像』の2011年1月号から2012年1月号までに連載された（2011年8月号を除く）。単行本は、2012年4月21日に講談社より刊行された。単行本の装画は、ミヤギユカリによる。単行本の装幀は、緒方修一による。2012年度の第64回読売文学賞小説賞を受賞する。2012年度の第63回芸術選奨の文部科学大臣賞を受賞する。

## あらすじ
〈わたし〉がハンブルグに住んでいた1987年のある日、エルベ川沿いの遊歩道に面した〈わたし〉の家に、日本語とドイツ語の2か国語で〈わたし〉が書いた詩や散文をまとめた、日本語に訳すと「破産出版」という名前の出版社から刊行された「あなたのいるところだけなにもない」という本を買いたい、と若い男が訪ねてきた。日本に関心がある友達にプレゼントをしたいので、日本的な模様が入った紙で包装して、リボンをつけてほしいのだという。しかし、男は「家に財布を忘れたので取りに行ってきます」と言って外へ出て行ったきり戻ってこなかった。それから約1年が過ぎたある日、〈わたし〉に例の若い男から手紙が届き、あの日、男は警察に追われていたこと、あれからしばらくして街中で逮捕され、刑務所に入れられたことを知る。

## 主な登場人物
〈わたし〉
語り手。ベルリンに住んでいる。ハンブルグでの居住経験がある。
男
犯人。

## 書評
文化庁のウェブページに、「いかにも氏らしい言語的な実験性と、移動と揺れの感覚、そして雲のように自由に流れていく語り口そのものからにじみ出てくるおかしさと不条理があいまって、氏の創作の1つの達成点を示すものになっている」との評価が掲載されている。翻訳家の鴻巣友季子は、「本作でもっとも読者を魅了するのは、ことばという罪とその謎解きではないか」と評価している。
東京大学教授の阿部公彦は、「いったいどうしてこんな気持ちのいい文章が書けるのか、と感心する。つながりの妙の軽やかさ。スパイスのきいた斜めの視線にこめられたひねり。にもかかわらず、どこかに向けて、しっかりこちらを導いていく強さまである」と評価している。ドイツ文学者の松永美穂は、 「白にも黒にも灰色にも見える雲のように、多様な読みの可能性を読者に開く小説だ」と評価している。